# کاکتوس سیاه‌گیله
میرتیلوکاکتوس(نام علمی: Myrtillocactus) نام یک سرده از تیره کاکتوس است.